# Bałotawiczy
Bałotawiczy (biał. Балотавічы; ros. Болотовичи, Bołotowiczi) – wieś na Białorusi, w obwodzie witebskim, w rejonie orszańskim, w sielsowiecie Zubrewiczy, nad Uljanauką. 